# Picotin (surnom)
Pour les articles homonymes, voir Picotin et Picotine.
Picotin et Picotine sont des surnoms affectueux, donnés en général aux animaux et dans la littérature pour enfants. 

## Picotin
Picotin apparaît dans la littérature pour enfants dans : 
- la nouvelle Brindor et Picotin de H. Guy, publiée en 1899 ;

- le magazine N°3 de La jeunesse une revue illustrée du 15 janvier 1925 ;

- le magazine Le Petit Canard sour la mention Picotin votre âne le 26 avril 1947 ;

Ce surnom est popularisé notamment dans les anciens livres pour enfants Picotin de la collection Les Albums roses dans les années 1950. 
Il est par la suite donné à des héros de livres pour enfants, par exemple : 
- The Adventures of Picotin the donkey, 1971;
- l'astucieux Picotin de Carmen Saez, les contes de Mère-grand ;
- Rondin Picotin, je suis en D1 de Elisabeth Ricouard, 2003 ;
- Picotin le hérisson de Céline Besson, 2016 ;

Ce surnom est aujourd’hui donné à des ânes et des chevaux, mais également à tout animal d'élevage et de compagnie.

## Picotine
La version féminine de picotin est « Picotine ».
Par ailleurs, Picotine est le nom d’une jeune fille, personnage principal de « Picotine », une émission de télévision québécoise en 73 épisodes de 25 minutes diffusée du 8 septembre 1972 au 28 mai 1975 à la Télévision de Radio-Canada.
Picotine est aujourd'hui un surnom donné par leur maitre à toute sorte d'animaux de compagnie ou d'élevage : chien, chat, hérisson, vache...

## Autre
Par extension, « Picotin » et « Picotine » ont donné leur nom à plusieurs établissements : centres d’équitation, restaurants, magasins... : « Picotin », « Picotine » ou encore « le Picotin ».  Il est à noter qu’un certain nombre d’établissements doivent leur nom, non pas au surnom, mais à l’apéritif Le Picotin.